# Indians de Cleveland (NFL)
Cet article concerne la franchise de la NFL. Pour les franchises des autres sports, voir Indians de Cleveland (homonymie).
Les Indians de Cleveland (en anglais : Cleveland Indians) sont une franchise de la NFL (National Football League) basée à Cleveland dans l'Ohio. AUne autre franchise NFL porta également le nom des Indians de Cleveland au début des années 1920.
Cette franchise NFL aujourd'hui disparue fut fondée en 1931 par la NFL. Cette franchise n'avait en effet pas de propriétaire et n'effectuait que des matchs à l'extérieur. La NFL voulait l'installer à Cleveland, mais ne trouva pas de candidat sérieux pour en devenir propriétaire. La NFL stoppa la franchise après une saison.